# Warren G. Harding
Warren Gamaliel Harding (2. listopadu 1865 – 2. srpna 1923) byl 29. prezident Spojených států amerických. Před nástupem do úřadu byl vydavatelem novin. V politice nejprve působil v senátu státu Ohio (1899–1903), později jako pobočník guvernéra Ohia (1903–1905). Warren G. Harding zemřel na zástavu srdce při výkonu prezidentského úřadu. V souladu s ústavou Spojených států amerických nastoupil na jeho místo viceprezident Calvin Coolidge.

## Vláda Warrena Hardinga
| Vláda Warrena Hardinga | Vláda Warrena Hardinga | Vláda Warrena Hardinga |
| ---------------------- | ---------------------- | ---------------------- |
| Úřad                   | Osoba                  | Období                 |
|                        |                        |                        |
| Prezident              | Warren G. Harding      | 1921–1923              |
| Viceprezident          | Calvin Coolidge        | 1921–1923              |
|                        |                        |                        |
| Ministr zahraničí      | Charles Evans Hughes   | 1921–1923              |
| Ministr financí        | Andrew Mellon          | 1921–1923              |
| Ministr války          | John W. Weeks          | 1921–1923              |
| Ministr spravedlnosti  | Harry M. Daugherty     | 1921–1923              |
| Ministr pošt           | Will H. Hays           | 1921–1922              |
|                        | Hubert Work            | 1922–1923              |
|                        | Harry S. New           | 1923                   |
| Ministr námořnictva    | Edwin Denby            | 1921–1923              |
| Ministr vnitra         | Albert B. Fall         | 1921–1923              |
|                        | Hubert Work            | 1923                   |
| Ministr zemědělství    | Henry Wallace          | 1921–1923              |
| Ministr obchodu        | Herbert Hoover         | 1921–1923              |
| Ministr práce          | James J. Davis         | 1921–1923              |